# Rubus difficilis
Rubus difficilis är en rosväxtart som beskrevs av Henri L. Sudre. Rubus difficilis ingår i släktet rubusar, och familjen rosväxter. Inga underarter finns listade i Catalogue of Life.